# Jean-Pierre van Zyl
Jean-Pierre van Zyl (* 15. August 1975 in Potchefstroom) ist ein ehemaliger südafrikanischer Bahnradsportler und heutiger Radsportfunktionär.
1996 belegte Jean-Pierre van Zyl bei den Olympischen Spielen in Atlanta Platz fünf im 1000-Meter-Zeitfahren. Im Jahre darauf wurde er in Perth Vize-Weltmeister im Keirin. 2003 belegte er bei der Bahn-WM in Stuttgart Platz drei im Scratch. Er startete auch bei mehreren Sechstagerennen: 2003 wurde er in Grenoble Zweiter, gemeinsam mit Robert Sassone, 2004 Dritter in Stuttgart, mit Marty Nothstein und Matthew Gilmore.
2004 gewann er mit Fabio Masotti und Marco Villa die Tre Giorni Citta di Pordenone.
Heute vertritt Jean-Pierre van Zyl als Delegierter Afrika beim Weltradsportverband Union Cycliste Internationale (UCI) und leitet das „World Cycling Centre Africa“ (WCCA) in Südafrika, das sich in seiner Heimatstadt Potchefstroom in der Nähe von Johannesburg befindet.